# Condado de Gallatin (Kentucky)
O Condado de Gallatin é um dos 120 condados do estado americano de Kentucky. A sede do condado é Warsaw, e sua maior cidade é Warsaw. O condado possui uma área de 271 km² (dos quais 15 km² estão cobertos por água), uma população de 7 870 habitantes, e uma densidade populacional de 31 hab/km² (segundo o censo nacional de 2000). O condado foi fundado em 1799.